# Ulster Bank
L'Ulster Bank (en irlandais : Banc Uladh) est une des quatre grandes banques commerciales à la fois en Irlande du Nord et dans la république d'Irlande. Son siège social est situé à Belfast en Irlande du Nord. Elle assure une grande partie des services financiers dans les deux parties de l'Irlande, et entretient également des échanges avec l'île de Man. 

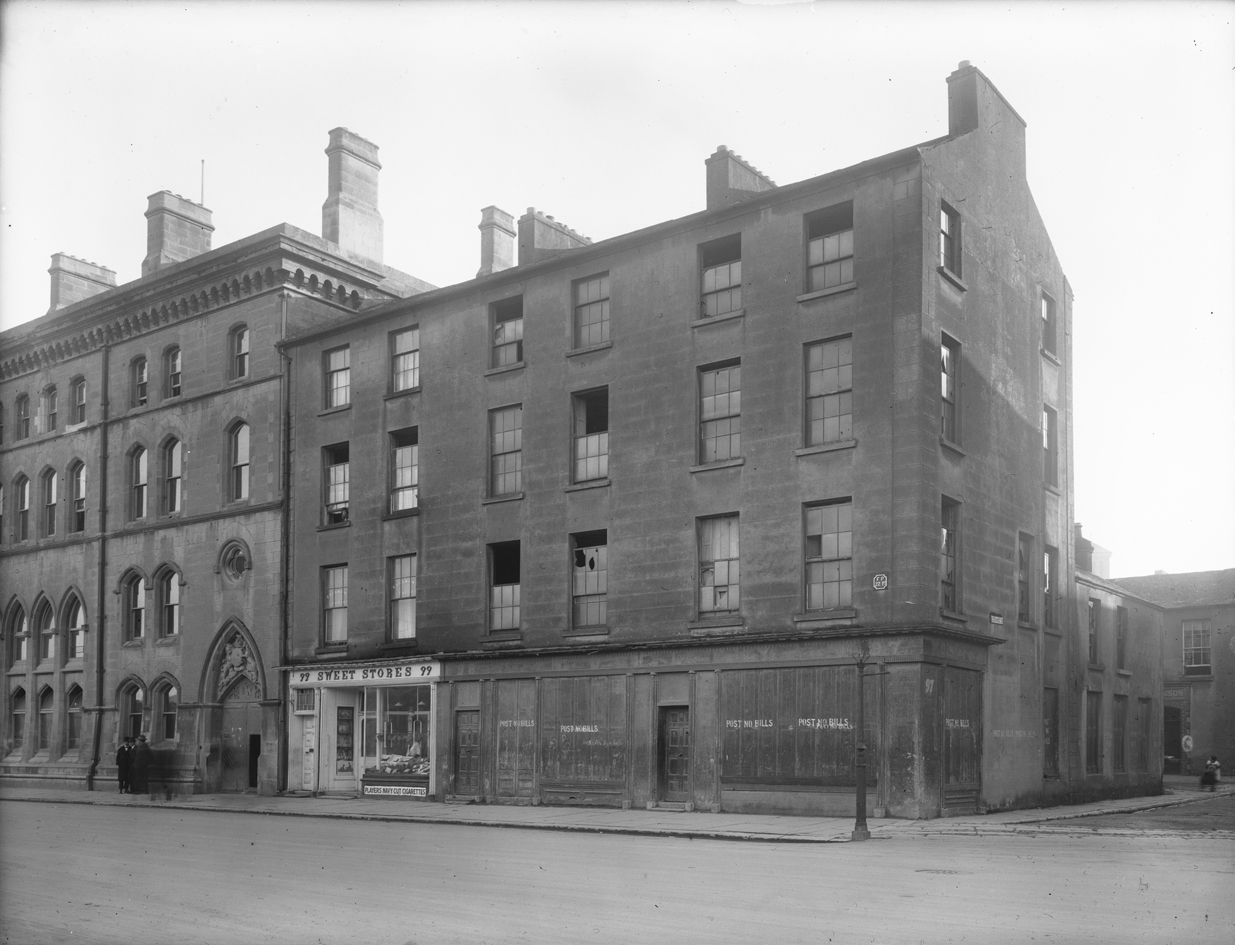
Lieux de l'Ulster Bank, The Quays (les quais), Waterford, Irlande, octobre 1928.

La banque appartient actuellement à la Royal Bank of Scotland (RBoS), la deuxième plus grande institution financière en Europe. De 1968 à 2005, le logo de la Ulster Bank était constitué de trois chevrons — identique à celui de la National Westminster Bank, son propriétaire,  filiale de RBoS. 
La banque est l'une des quatre banques à émettre des livres sterling.

## Histoire
En juin 2021, NatWest, anciennement Royal Bank of Scotland, annonce vendre ses activités de crédits en Irlande à Allied Irish Banks.
En juillet 2021, NatWest annonce la vente d'une partie des activités, dont 25 de ses 88 agences et 400 à 500 employés d'Ulster Bank à Permanent TSB, en échange d'une participation de 20 % dans Permanent TSB.